# Puccinia cygnorum
Puccinia cygnorum är en svampart som beskrevs av R.G. Shivas & J. Walker 1994. Puccinia cygnorum ingår i släktet Puccinia och familjen Pucciniaceae.   Inga underarter finns listade i Catalogue of Life.